# Луиджи Чевенини
Луиджи Чевенини (на италиански: Luigi Cevenini) роден на 3 март 1895 г. в Милано е италиански футболист и треньор. Известен е като „Чевенини 3-ти“, тъй като е третият от петтимата братя Чевенини, оформили една от най-запомнящите се династии в италианския футбол.

## Кариера
Наричан още Зизи, Луиджи започва кариерата си през 1911 г. с отбора на Милан, където в дебютния си мач срещу ФК Дженоа, отбелязва победното попадение. Неговият дебютен мач с червено-черната фланелка обаче се оказва и последен. Следващия сезон Чевенини облича екипа на градския съперник на Милан - ФК Интер. Там играе до 1921 г., като в сезон 1919/20 става шампион на Италия. Отбелязва забележителните 117 гола в 95 мача с черно-синята фланелка. През 1921 г. играе за отбора на Новезе в шампионата организиран от Италианска Футболна Федерация, а неговия Интер се състезава в първенството организирано от Италианска Футболна Конфедерация. Новезе става победител в турнира и вдига единственото Скудето в своята история, а Интер едва не изпада в по-долна дивизия. На следващата година Луиджи се връща в отбора на Интер, където продължава да играе до 1927 г. и добавя към актива си още 95 мача и 39 гола. До 1930 г. се състезава за Ювентус, след което вече като футболист-треньор играе с по-скромните отбори на Месина, Пелоро, Новара, Комензе и Арецо. Със своите 17 попадения (всички, като играч на Интер) Чевенини е вторият голмайстор след Джузепе Меаца (20 гола) в Дербито на Милано.
С националния отбор на Италия, Зизи записва 29 мача, 2 от които като капитан и отбелязва 11 гола.

## Отличия
- Шампион на Италия: 2

Интер: 1919/20
Новезе: 1921/22